# (401466) 2013 CQ173
(401466) 2013 CQ173 es un asteroide perteneciente al cinturón de asteroides, región del sistema solar que se encuentra entre las órbitas de Marte y Júpiter.
Fue descubierto el 2 de julio de 1998 por el equipo del proyecto Spacewatch desde el observatorio Nacional de Kitt Peak.

## Designación y nombre
Designado provisionalmente como 2013 CQ173.

## Características orbitales
2013 CQ173 está situado a una distancia media del Sol de 3,101 ua, pudiendo alejarse hasta 3,605 ua y acercarse hasta 2,597 ua. Su excentricidad es 0,162 y la inclinación orbital 1,171 grados. Emplea 1994,62 días en completar una órbita alrededor del Sol.
Los próximos acercamientos a la órbita de Júpiter ocurrirán el 30 de enero de 2061, el 18 de enero de 2071 y el 25 de mayo de 2132.
Pertenece a la familia de asteroides de (24) Themis.

## Características físicas
La magnitud absoluta de 2013 CQ173 es 16,48.